# Sébastien Pettigiani
Pas d'image ? Cliquez ici

a Compétitions nationales et continentales officielles uniquement.

Sébastien Pettigiani, né le 16 juin 1981 à Tarbes, est un joueur français de rugby à XV évoluant au poste de deuxième ligne au CA Lannemezan.

## Palmarès
- International -19 ans : champion du monde 2000 en France.
- International -21 ans : participation au championnat du monde 2002 en Afrique du Sud.